# Lithops hookeri
A Lithops hookeri a szegfűvirágúak (Caryophyllales) rendjébe, ezen belül a kristályvirágfélék (Aizoaceae) családjába tartozó faj.

## Előfordulása
A Lithops hookeri előfordulási területe a Dél-afrikai Köztársaság déli felének az északi részén található.

## Megjelenése
Szártalan, évelő pozsgás növény, amely alig látszik ki a talajból. A két átellenesen ülő, vaskos félkör alakú levelei a tövüknél összeforrtak. E vaskos, szürkés-zöldes, rozsdás-vöröses vagy akár narancssárgás levelek miatt, a növény kavicskupacnak tűnik. A levelek alapszínén, gyakran feketével pontozott mintázat látható. A virága sárga színű.

## Képek

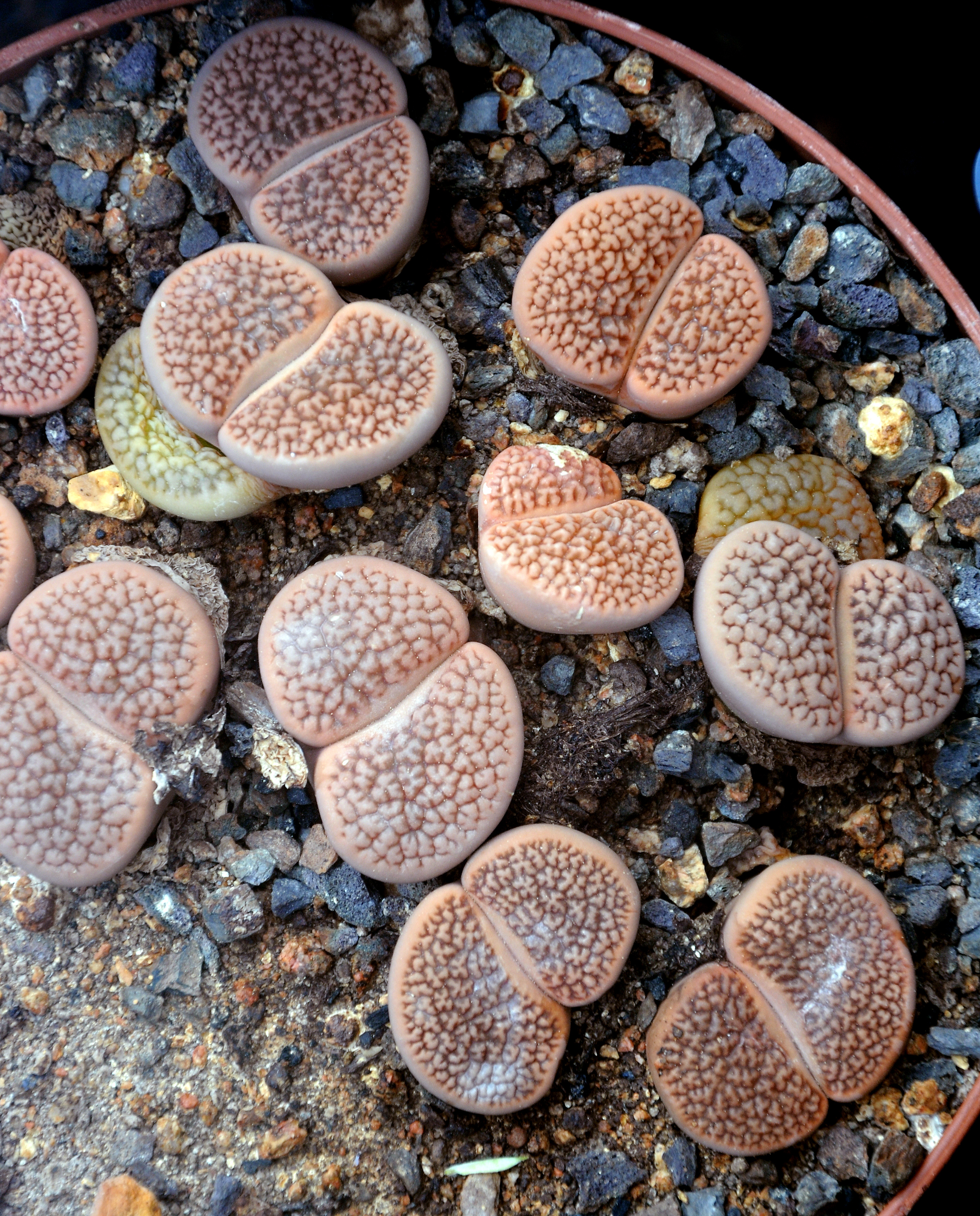
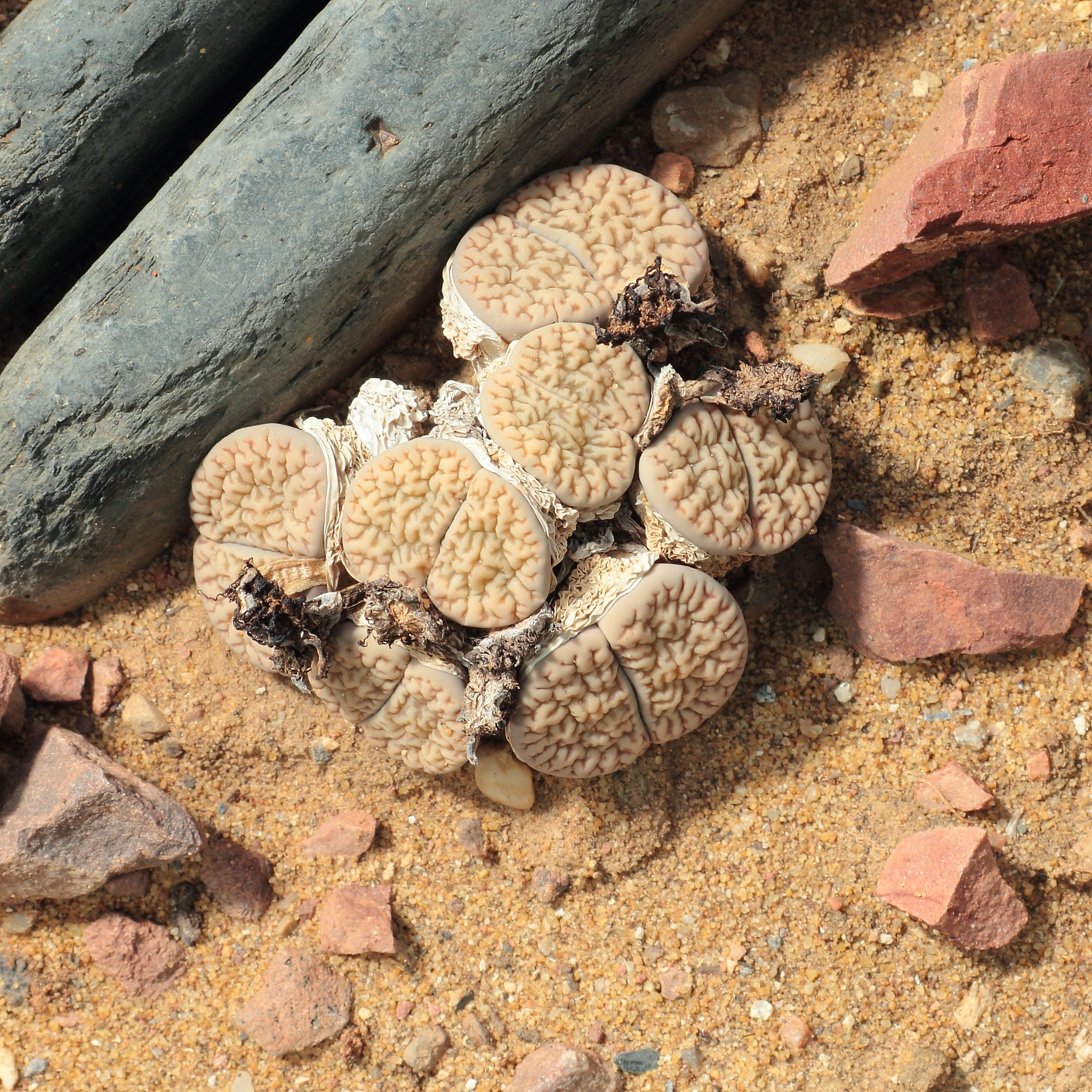
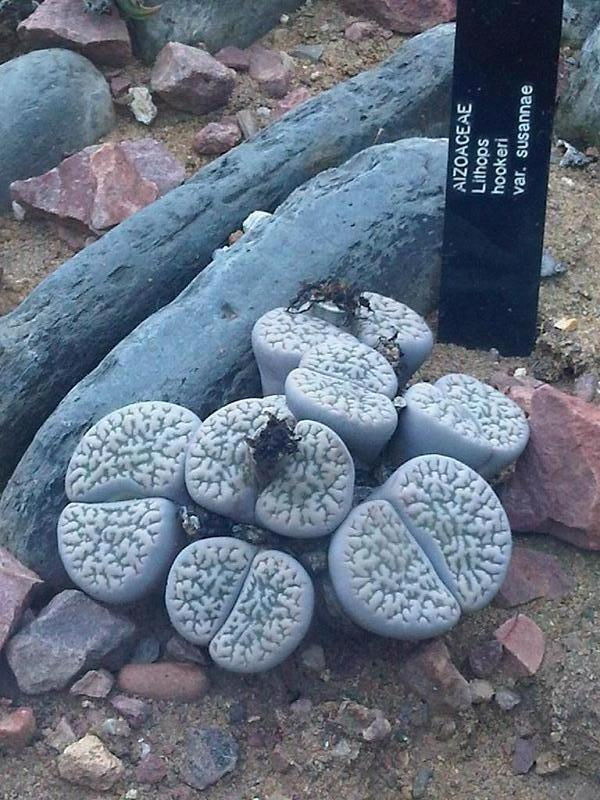
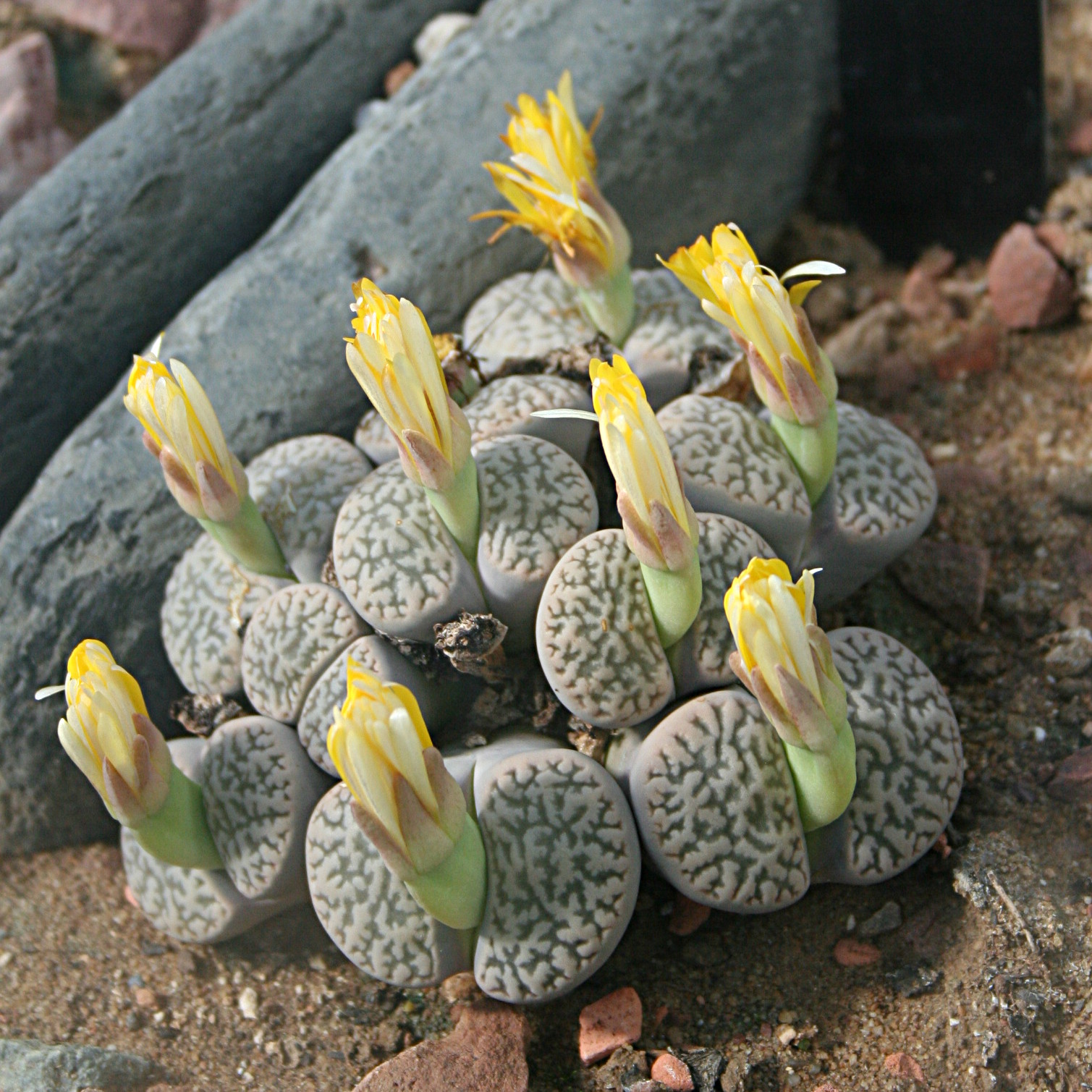
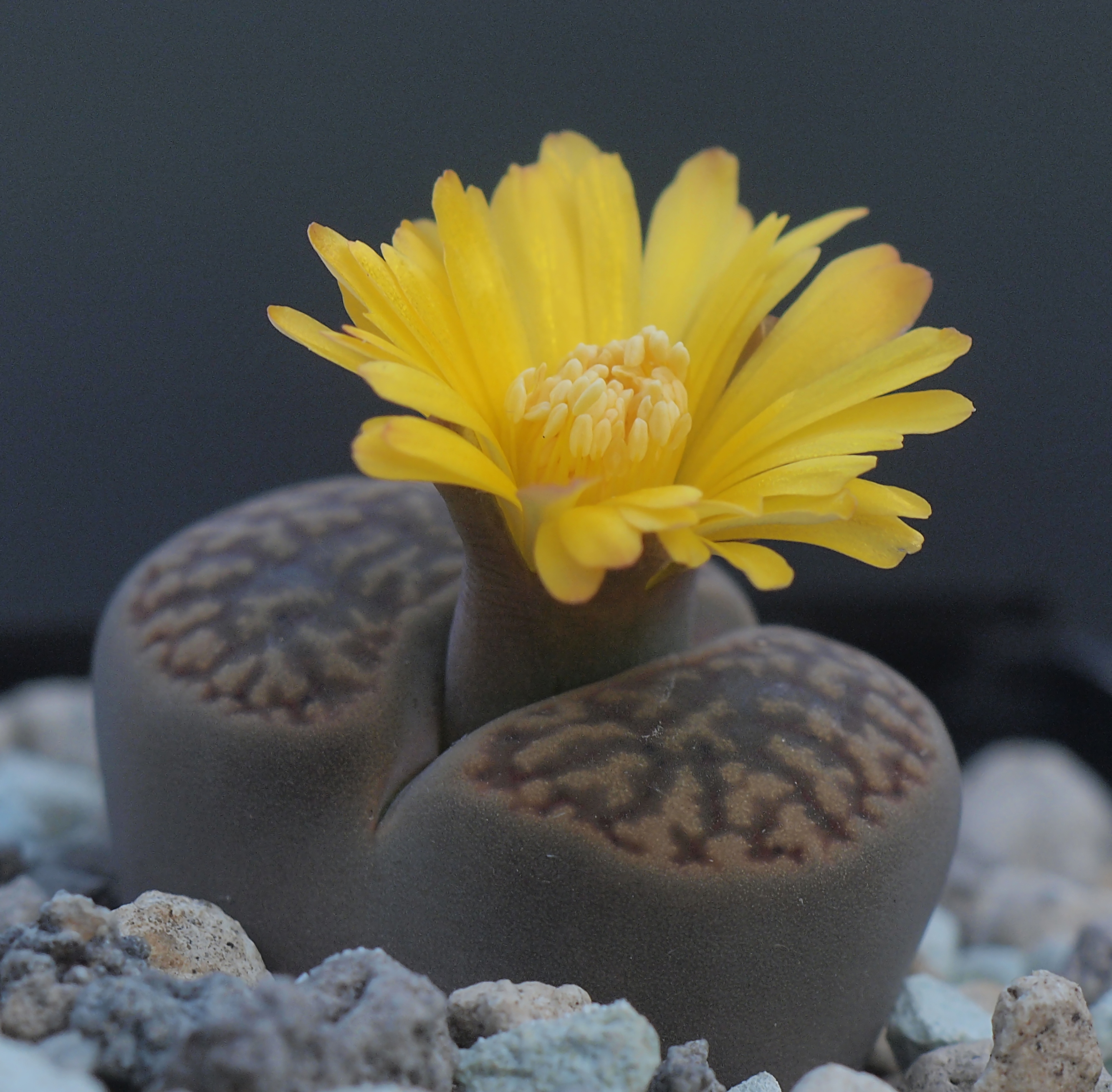